# ميتسوكا (نييغاتا)
مدينة ميتسوكا (بالإنجليزية: Mitsuke)‏ هي أحد المدن التابعة لمحافظة نييغاتا. تأسست رسميًا في 31/03/1954. ويقدر عدد سكانها بـ 42139 نسمة حسب تقدير مكتب الإحصاء الياباني لعام 2012. تبلغ مساحة ميتسوكا 77.96 كم2. بكثافة سكانية تبلغ 541 نسمة/كم2.

## أعلام
- كازوكي كوزوكا